# Josefin Johansson
Josefin Gunnel Elisabet "Josefinito" Johansson, född 11 mars 1982 i Villstads församling i Jönköpings län, är en svensk författare, komiker, sångare, artist och programledare. 

## Uppväxt och utbildning
Josefin Johansson är uppvuxen i Stubbabo i Långaryds socken i Småland, Hylte kommun i Hallands län och studerade teater på estetiska programmet på Sturegymnasiet i Halmstad. Mellan 2004 och 2006 gick hon teaterlinjen på Fridhems folkhögskola i Svalöv.
Hon började på Sveriges Radio P3 och är verksam som författare, programledare, komiker och artist. Hon har gjort podradio, ståupp-komik, teater, TV och skrivit böcker. Hennes artistnamn är Josefinito.

### Radio
Johansson har varit programledare för humorprogrammen Pang Prego och Funky town, vilka båda sändes i Sveriges Radio P3. Efter att Pang Prego sände sitt sista program 10 januari 2010 fortsatte hon att arbeta för Sveriges Radio P3. Under Olympiska vinterspelen 2010 var Johansson P3:s utsända i Vancouver. Hon rapporterade framförallt till programmet OS med Ola som leddes av Ola Selmén. 2010 arbetade hon med Morgonpasset sommar. Där rapporterade hon bland annat från Arvikafestivalen. Hon har också varit reporter på P3 Sommarsession. 
Under 2012 och 2013 programledde hon Musikguiden i P3: Sommarsession. Därefter gick hon vidare till Sveriges Radio P2 och ledde Elektroniskt i P2 och P2 Live. 2014–2017 gjorde hon barnprogrammet Helt sant  i P4 tillsammans med bland annat Isabelle "Isaboll" Berglund, Jörgen Lötgård, Simon Svensson och Adrian Boberg. Parallellt fortsatte hon att arbeta på P3 och programledde mellan 2014 och 2017 P3 Älskar. 
2008 blev Johansson nominerad till Stora radiopriset i kategorin "Årets rookie".

### TV
Under december 2008 kunde man i ett avsnitt se Johansson spela Tandfén i SVT:s julkalender Skägget i brevlådan. 2009 fortsatte hon synas i TV vid sidan av före detta kollegan Jesper Rönndahl, då denne började jobba med SVT:s roastprogram Grillad. Josefin Johansson var med tre gånger i programmet och grillade Anna Book, Sanna Bråding och Christer Björkman. 2011 jobbade hon med showen Hyllad som startades av Kristoffer Jonzon som en motpol till kritiserade Grillad för att visa att man också kan vara snäll. I showen har hon hyllat bland annat Sven Melander och Nina Persson.
Sommaren 2009 spelade Josefin Johansson tillsammans med Jesper Rönndahl in humorserien Syskonen för SVT Play. Syskonen hade premiär den 13 april 2010. Totalt gjordes 22 avsnitt. Johansson har även ingått i redaktionen för Robins. Våren 2011 medverkade Johansson i barnprogrammet Gabba Gabba på SVT B. Hon medverkade i ett antal sketcher i programmet redan under våren 2010, då hon spelade scoutledare. Under 2010 medverkade hon även i den SVT-producerade miniserien SOS Ambulans tillsammans med Ola Norén. Tillsammans med en rad andra framträdande svenska komiker medverkade Johansson under hösten 2011 i programmet Extra! Extra! som sänds i TV3. 
2013 är Johansson skådespelare i Kanal 5:s humorprogram Partaj och tar hem priset för "Årets humor" på Kristallengalan 2013. Johansson har även medverkat i SVTs Det stora matslaget där hon lagade vegetarisk mat och tävlade mot Bert Karlsson. Hon har också deltagit i produktioner som Doobidoo, Så ska det låta och varit stående panel i Torsk på tuben.
2016 medverkade Josefin Johansson i Allsång på Skansen.

#### På spåret
År 2018 tävlade Johansson i underhållningsprogrammet På spåret i lag med Johar Bendjelloul. De vann samtliga matcher under gruppspelet. I semifinalen vann de med tio poäng över Marianne Ahrne och Anders Johansson. I finalen mötte Johansson och Bendjelloul Gunnar Bolin och Amie Bramme Sey och vann med tolv poäng. 18 september 2018 släppte SVT nyheten att paret återkom till programmet och skulle tävla i grupp B i säsong 29 av På spåret. Laget gick säsongen 2019/2020 till final där de förlorade mot Parisa Amiri och Gunnar Wetterberg. 

#### Smartare än en femteklassare
Josefin Johansson var programledare i SVTs program Smartare än en femteklassare åren 2018–2020.

### Stand up och humor
Johansson är komiker och har varit en del av den svenska standupscenen i över tio år. Tillsammans med Valle Westesson, Nanna Johansson, Kristoffer Svensson och Jesper Rönndahl startade hon humorsajten Rikets sal. 2011 gavs boken med samma namn ut. Mellan 2014 och 2015 turnerade hon med soloföreställningen Tjejgrejer. Föreställningen var nominerad i kategorin "Årets föreställning" på Svenska standup-galan. Under 2015 drev Johansson stand up-klubb på krogen Rost på Södermalm i Stockholm. När vännen och komikerkollegan Emma Knyckare arrangerade Statement Festival i Göteborg 2018 var Johansson där och uppträdde. 

### Musik
Johansson sjunger också i electronica-bandet Komputer, Liebling och är medlem i bandet Pingel tillsammans med Kristoffer Jonzon. Hon är också sångare i det svenska electropopbandet Dave Cave tillsammans med Elinor Svensson, Adrian Boberg, Daniel Aldenmark och Otto Niklasson Elmerås. Våren 2017 var de med i P3 osignat med låten "Elinors glasses" och lyckades där ta förstaplats. Under 2016 släpptes Johanssons musikprojekt, EP:n "Sings like a Girl", under namnet Josefinito. EP:n innehåller 4 låter varav två gästas av Robert Noack.
Hon har också varit allsångsledare på klubb Euphoria och Girls Gone Allsång i Pildammarna och Folkets Park.  2017–2018 har hon turnerat med allsångsföreställningen My Little Allsång.

### Poddradio
Efter Pang Prego gjorde Johansson den självbetitlade podden Josefinito Show. Första säsongen sändes 2010 och fick totalt 10 avsnitt och den andra säsongen kom 2011 och hade 18 avsnitt. Podden gästades av bland annat Liv Strömquist, Thomas Nordegren, Jesper Rönndahl, Kim W Andersson, Kristoffer Svensson och Anders Johansson. Avsnitten var uppdelade i teman och innehöll dagsaktuella anekdoter. 
Johansson var tillsammans med tidigare vännen och kollegan Kristoffer Svensson bland de första i Sverige med att starta en podd. Crazy Town var en uppföljare till det tidigare P3-programmet Funky town och publicerades på humorsajten Rikets sal. Under 2017 gjorde Johansson och Svensson två nya inför-avsnitt och en kort återföreningsturné med fem inspelningar inför publik.
I podden Josefinito Pod träffar bjuder Johansson in en vän och pratar om vad som har hänt sen sist. Bland annat har Linnéa Wikblad, Isabelle "Isaboll" Berglund, Jörgen Lötgård, Emma Knyckare, Petrina Solange och Shirley Clamp varit gäster. Podden sändes mellan 2016 och 2017 och tog därefter en paus. Hösten 2018 kom podden tillbaka med nya avsnitt. Podden innehåller till skillnad från Crazy Town inga fasta inslag.

## TV
- 2008 – Skägget i brevlådan (SVT)
- 2008 – Hej rymden! (SVT)
- 2009 – Syskonen (SVT Play)
- 2009 – Grillad (SVT)
- 2010–2011 – SOS Ambulans (SVT Play)
- 2010 – Robins (SVT)
- 2011–2012 – Gabba Gabba (Barnkanalen)
- 2011 – Starke man (SVT)
- 2011–2012 – Extra! Extra! (TV3)
- 2012 – P3 Guld (SVT)
- 2012 – Adam Live (TV3)
- 2012 – Fångarna på fortet (TV4)
- 2013 – Torsk på tuben (TV3)
- 2013 – Doobidoo (SVT)
- 2013 – Partaj (Kanal 5)
- 2014 – Det stora matslaget (SVT)
- 2014–2015 – Intresseklubben (SVT)
- 2016 – Kändisbarnvakten (Barnkanalen)
- 2016 – Så ska det låta (SVT) [21]
- 2017–2018 – På spåret (SVT)
- 2018 – Smartare än en femteklassare (SVT)
- 2018 – Släng dig i brunnen (TV-serie)
- 2019 – Alla för en (SVT)
- 2020–2021 – Alla mot alla med Filip och Fredrik (Kanal 5)

## Radio
- 2007–2010 – Pang Prego (Sveriges Radio P3)
- 2009 – Funky town (Sveriges Radio P3)
- 2010–2011 – Josefinito Show (Sveriges Radio P3)
- 2010 – Morgonpasset Sommar (Sveriges Radio P3)
- 2011 — P3 Sommarsession (Sveriges Radio P3)
- 2012 – P3 Guld (Sveriges Radio P3)
- 2012–2013 – Musikguiden i P3: Sommarsession (Sveriges Radio P3)
- 2013 – Elektroniskt i P2 (Sveriges Radio P2)
- 2013 – P2Live (Sveriges Radio P2)
- 2014–2015 – Helt sant (Sveriges Radio P4)
- 2014–2017 – P3 Älskar (Sveriges Radio P3)

## Musik
- 2016 – Sings Like a Girl EP
- 2016 – Vacaciones Holiday Mix
- 2016 – Tjejgrejer Remix EP
- 2017 – Dave Cave - Ellinors Glasses, Soundcloud
- 2020 – Not My Favourite
- 2022 – Call of Cutie

## Poddradio
- 2011 – Crazy town
- 2016–2017 – Josefinito pod
- 2016 – Feminist javisst... men
- 2017 – Vem vet gäst?
- 2019 – Rollspelsklubben

## Teater

### Roller (ej komplett)
| År   | Roll                     | Produktion                                            | Regi            | Teater           |
| ---- | ------------------------ | ----------------------------------------------------- | --------------- | ---------------- |
| 2003 | Hotellstäderskan Jolanta | Var är Zlatan? Anders Albien                          | Anders Albien   | Halmstads Teater |
| 2004 | Iris Kelly               | Fame José Fernandez, Steve Margoshes och Jacques Levy | Hans Berndtsson | Oscarsteatern    |

## Scenföreställningar
- 2012 – En god idéhistoria (tillsammans med Jesper Rönndahl)
- 2013 – 100 bästa killarna (tillsammans med Emma Knyckare och Kristoffer Jonzon)
- 2014–2015 – Tjejgrejer
- 2015–2016 – Tango i rabatten (tillsammans med Peter Bengtsson)
- 2016–2019 – Drottningsylt (tillsammans med Robert Noack)

## Priser och utmärkelser
- 2019 Carl von Linné-plaketten, Svensk biblioteksförenings pris för bästa fackbok för barn eller ungdomar. Tillsammans med illustratören Jonna Björnstjerna. För Drottningsylt: nästan helt sanna sagor.[27]